# Lepidomyia
Lepidomyia là một chi ruồi trong họ Syrphidae.